# Kvinnan i sanden (film)
Kvinnan i sanden (japanska: 砂の女, Suna no Onna) är en japansk dramafilm från 1964 i regi av Hiroshi Teshigahara. Den hade premiär den 15 februari 1964, och vann senare samma år jurypriset då den visades i tävlingssektionen vid filmfestivalen i Cannes. Filmen nominerades till en Oscar för bästa icke-engelskspråkiga film och året därefter nominerades Teshigahara till en Oscar för bästa regi. Kvinnan i sanden är baserad på romanen med samma namn av Kōbō Abe, det var den andra filmen av fem som Teshigahara och Abe gjorde tillsammans.

## Handling
Jumpei är en amatörentomolog från Tokyo som begett sig till en avlägsen öken för att studera en oklassificerad skalbaggsart. När han missar sin buss tillbaka till civilisationen övertalas han av byborna att tillbringa natten hemma hos en ung änka som bor i ett hus på botten av en sanddyn. Nästa morgon har stegen han klättrade ner till huset på försvunnit och byborna informerar honom om att han måste stanna och hjälpa kvinnan gräva sand. Efter att ha försökt ta sig ur gropen tar Jumpei ut sin ilska på kvinnan, men blir snart istället hennes älskare. Efter ett tag börjar han långsamt att acceptera sin situation.

## Medverkande
| Eiji Okada      | – Jumpei  |
| Kyoko Kishida   | – kvinnan |
| Hiroko Itô      |           |
| Kôji Mitsui     |           |
| Sen Yano        |           |
| Ginzô Sekiguchi |           |

## Mottagande
På Rotten Tomatoes har filmen betyget 100%, baserat på 25 kritikerrecensioner med ett genomsnittligt betyg på 8,7 av 10.
Bosley Crowther på The New York Times kallade Kvinnan i sanden en "starkt allegorisk, besynnerligt fängslande film." Kevin Thomas på Los Angeles Times skrev att filmen "förblir ett mästerverk, ett tidlöst begrundande av livets grundläggande mysterium och en triumf för djärv, nyskapande stil."
Roger Ebert beskrev filmen som en "modern version av Sisyfosmyten" och skrev att "till skillnad från vissa liknelser vilka är kraftfulla första gången men bara fromma när man återvänder till dem, behåller Kvinnan i sanden sin kraft eftersom den är en perfekt förening av ämne, stil och idé."

### Engelska originalcitat
1. ↑  "strongly allegorical, strangely engrossing film"
2. ↑  ""Woman in the Dunes" remains a masterpiece, a timeless contemplation of life's essential mystery and a triumph of bold, innovative style."
3. ↑  "Unlike some parables that are powerful the first time but merely pious when revisited, "Woman in the Dunes” retains its power because it is a perfect union of subject, style and idea."